# Richard Stockton (politik)
Richard Stockton (21. října 1730 New Jersey – 28. února 1781 New Jersey) byl americký právník, zákonodárce a signatář Deklarace nezávislosti Spojených států.

## Životopis
Richard byl synem Johna Stocktona (1701–1758), bohatého majitele půdy z Princetonu, který svým darem půdy pomohl založit Princetonskou univerzitu. Tehdy se instituce jmenovala College of New Jersey a měla sídlo v Newarku v New Jersey. Richard studoval právo na vysoké škole později známé jako West Nottingham Academy, dnes Princeton University. Promoval v roce 1748. Ve studiu práva pokračoval u Davida Ogdena v Newarku. Do právnické komory byl přijat v roce 1754. Byl dlouholetým přítelem George Washingtona. Jeho manželkou byla jedna z prvních koloniálních spisovatelek Annis Boudinot Stockton, sestra státníka New Jersey Eliase Boudinota. Měli spolu šest dětí. Čtyři dcery a dva syny: Julia Stockton (provdala se za Benjamina Rushe, také signatáře Deklarace nezávislosti), Mary, Susan, Richard, Lucius a Abigail. Stocktonův nejstarší syn Richard byl právníkem a později senátorem za New Jersey. Jeho syn Komodor Robert Field Stockton byl hrdinou britsko-americké války v roce 1812 a v roce 1846 se stal vojenským guvernérem Kalifornie a později senátorem za New Jersey. Jejich syn Richard Stockton se stal významným právníkem a prominentním federalistickým vůdcem. Elias Boudinot se oženil se Stocktonovou sestrou Hannah Stocktonovou (1736–1808).
Stockton zpočátku projevoval jen malý zájem o politiku. Jednou napsal: „Veřejnost je obecně nevděčná a já se nikdy se nestanu jejím služebníkem, dokud nebudu přesvědčen, že zanedbáváním svých vlastních věcí dělám přijatelnější službu Bohu a člověku.“ Nakonec přece jen funkci správce College of New Jersey, pozdější Princeton University, převzal. Pracoval v této funkci 26 let.

## Politická kariéra
V letech 1766 a 1767 ukončil svou právnickou praxi a rozhodl se navštívit Anglii, Skotsko a Irsko. V té době už byl známou osobností a byl přijat nejvýznamnějšími muži království. Stockton měl tu čest, že osobně předal králi Jiřímu III. dopis od College of New Jersey, informující o zrušení Kolkového zákona. O záležitostech amerických kolonií měl možnost hovořit s tak důležitými muži jako byl Charles Watson-Wentworth, 2. markýz z Rockinghamu, v jehož venkovském sídle s ním strávil celý týden. Setkal se s Edmundem Burkem, hrabětem z Chathamu a mnoha dalšími významnými členy parlamentu, kteří měli k americkým koloniím vstřícný vztah. Ve Skotsku jeho osobní úsilí vyústilo v přijetí reverendem Johnem Witherspoonem. Witherspoonova manželka byla proti tomu aby její manžel zaujal jakékoli stanovisko k problémům amerických kolonií, ale její námitky byly překonány s pomocí budoucího Stocktonova zetě Benjamina Rushe, který v té době studoval medicínu v Edinburghu. Stockton se vrátil do Ameriky v srpnu 1767.
V roce 1768 vstoupil Stockton do vládního úřadu, stal se provinčním radou v New Jersey Provincial Council. V roce 1774 byl jmenován do Zemského nejvyššího soudu v New Jersey (New Jersey Supreme Court). Zpočátku byl jeho postoj k problémům mezi koloniemi a Velkou Británií smířlivý. V roce 1774 navrhl a poslal lordu Williamu Legge, 2. hraběti z Dartmouthu návrh „takového plánu samosprávy pro Ameriku, že by kolonie byly nezávislé na britském parlamentu, aniž by se vzdali koruny“. Tento návrh byl ovšem pro Jiřího III. bohužel nepřijatelný. Kdyby byl býval návrh prošel, Britové se mohli vyhnout válce, která osvobodila kolonie a zbavila krále nejkrásnějšího šperku v jeho koruně.
Když se Parlament v roce 1775 rozhodl zvýšit příjmy z kolonií, Stockton prohlásil „že každá kolonie musí vyslat jednoho nebo dva ze svých nejenergičtějších zástupců a umožnit jim dostat se do britské Dolní sněmovny, a podporovat je tam, jinak se problémy vyhrotí.“

## Americká válka
V roce 1776 byl Stockton zvolen delegátem druhého kontinentálního kongresu, kde byl velmi aktivní. V srpnu, kdy se konaly volby do státních úřadů vlády nového národa, dostali Stockton a William Livingston každý stejný počet hlasů v prvním hlasování na úřad guvernéra New Jersey. Livingston později volby vyhrál rozdílem jednoho hlasu a Stockton byl jednomyslně navržen do funkce vrchního soudce u New Jersey Supreme Court. Stockton tuto funkci odmítl, chtěl zůstat pracovat na Kongresu. Byl první osobou z New Jersey, která podepsala Deklaraci nezávislosti. Stockton byl spolu s Georgem Clymerem poslán Kongresem na vyčerpávající dvouměsíční cestu do Fort Ticonderogy, Saratogy a Albany ve státě New York na pomoc kontinentální armádě v americké revoluční válce. Po návratu do Princetonu odcestoval 30 mil na východ do domu přítele Johna Covenhovena, aby evakuoval svou rodinu do bezpečí. Dne 30. listopadu 1776, on a Covenhoven byli zajati uprostřed noci, vytaženi z postele loajalisty a jejich majetek byl zabaven. Byli odvlečeni do britského vězení v Perth Amboy. V den, kdy byl Stockton zajat, napsal generál William Howe své „Proclamation“, prohlášení ve kterém nabízí úplnou beztrestnost a udělení milosti těm, kdo podepíší přísahu věrnosti britskému králi. Přestože někteří tuto nabídku využili, Stockton to neudělal nikdy. V Perth Amboy byl vsazen do želez a bylo s ním zacházeno s brutalitou slušící těžkému zločinci. Poté byl přemístěn do vězení Provost ve státě New York, kde byl úmyslně vystaven hladovění a mrazivému počasí. Po téměř pěti týdnech brutálního zacházení byl Stockton propuštěn na čestné slovo, ale jeho zdraví bylo zničeno.
V britských věznicích státu New York zahynulo přes 12 000 vězňů ve srovnání se 4 435 vojáky, kteří zahynuli v bojích během šest let trvající války. Stocktonův majetek, dům Morven v Princetonu v New Jersey byl během Stocktonova vězení okupován generálem Charlesem Cornwallisem. Jeho nábytek, veškeré domácí potřeby, úroda a hospodářská zvířata byly Brity zkonfiskovány nebo zničeny. Jeho knihovna, jedna z nejlepších v koloniích, byla spálena. Jeden historik napsal: „Dům Richarda Stocktona „Morven“ zaplatil jeho vinu svou knihovnou a nábytkem.“ Brutalita s jakou bylo se Stocktonem zacházeno ve vězení vedla kontinentální kongres k přijetí usnesení, které nařídilo gen. Washingtonovi zabývat se tímto problémem a zakrátko poté, 13. ledna 1777 byl Stockton propuštěn. Americký národní archiv obsahuje další zprávy ukazující, že Washington kontaktoval britského generála Williama Howea ohledně výměny nebo propuštění Stocktona a dalších zajatců. Dr. Benjamin Rush napsal: „V Princetonu jsem potkal otce mé ženy, jehož dům byl britskou armádou zcela vypleněn. Poté dopravili vězně do New Yorku, odkud mu bylo povoleno vrátit se ke své rodině.“ Howe měl v ruce dokument, který Stockton podepsal. Dával zde své čestné slovo, že nebude zasahovat do amerických záležitostí během války. Dr. Rush řekl, že Stockton dokument podepsal až po svém propuštění. Dne 25. března 1777 generál Howe a jeho bratr lord Richard Howe napsali lordu George Germainovi, státnímu tajemníkovi pro kolonie: „Můj pane, máme tu čest předložit vašemu lordstvu doklad o úspěšnosti prohlášení, která byla podepsána kolonisty v reakci na naši Proclamation ze dne 30. listopadu. „Ačkoli žádný z vůdců a ani žádný z hlavních podněcovatelů ke vzpouře nepovažovali za vhodné využít příležitosti, kterou jsme jim poskytli aby se mohli vrátit ke svým povinnostem,“ „cítíme určité uspokojení z pozorování tak velkého počtu oklamaných poddaných Jeho Veličenstva, i když pouze nižší hodnosti, a to v těch provinciích, kde se dalo očekávat, že Proclamation mít tento účinek, a že tito lidé byli ochotni vzdát se rebelie vzniklé z nespravedlivého důvodu, který je kdysi přiměl k podpoře těchto vůdců“ Bylo podepsáno 4 836 prohlášení, ale Stockton, jako signatář Deklarace nezávislosti a jeden z vůdců vzpoury to podle generála Howeho nikdy neudělal. V roce 1777 byli všichni členové Kongresu a Washingtonovy kontinentální armády povinni složit přísahu věrnosti Spojeným státům. Richard Stockton jako válečný zajatec převzatý za nepřátelskými liniemi byl také povinen složit přísahu. Byl povolán před představenstvo, složil přísahu a byl propuštěn. Stockton neměl žádných ochranných listin, které by měl pokud by podepsal Howeovo Proclamation a na tom základě by poté dostal milost. Stockton rezignoval na práci v Kongresu z důvodu dokumentu, ve kterém dává své čestné slovo, že se nebude zúčastňovat žádných akcí souvisejících s americko-britskou válkou. Podle Dr. Rushe trvalo téměř dva roky, než se mu navrátilo zničené zdraví.

## Odkaz
V Princetonu šířil pan Cochran, konzervativec, informaci o tom, že Stockton vyměnil svobodu za ochranu generála Howea. Na nějakou dobu se této informaci věřilo. John Witherspoon napsal v dopise svému synovi Davidovi. „Zpráva o tom, že soudce Srockton podepsal Proclamation lze připsat jeho vzdálenému bratranci Richardu Stocktonovi, otravnému konzervativci, který podepsal Howeovu proklamaci a přešel k Britům, dokud nebyl zajat v únoru 1777.“
O pochybnostech o Stocktonově loajalitě se v žádném z článků členů Kongresu ani v novinách či knihách té doby nic nenapsalo. Když mu to jeho zdraví dovolilo, Stockton se pokusil vydělat si na živobytí tím, že otevře znovu svou právnickou praxi a bude učit nové studenty. Dva roky po propuštění z vězení se u něho vyvinula rakovina rtu, která se mu rozšířila do krku. Nikdy nebyl bez bolesti, dokud nezemřel 28. února 1781 v Morvenu.
Jeho pozůstatky byly přeneseny do Nassau Hall, nejstarší budovy na Princetonské univerzitě. Rituálu se zúčastnilo mnoho občanů, přátel a studentů univerzity, organizován byl doktorem Samuelem Stanhopem Smithem, viceprezidentem College of New Jersey (nyní Princeton University) a jeho zetěm Johnem Witherspoonem. Doktor Smith mimo jiné řekl: „Byl to muž jenž patřil po dlouhou dobu mezi nejvýznamnější osobnosti své země pro svou sílu, moudrost a bohatství a který představoval vše co ctí tato mladá země. Kancelář soudce provincie nebyla nikdy před revolucí naplněna větší integritou a učeností, než se jím stal on. Zastupoval New Jersey na kongresu Spojených států a pouze jeho zhoršující se zdraví ho donutilo odejít z řady veřejných funkcí.“
Dne 7. března 1781 New Jersey Gazette uznal Stocktonovu hodnotu pro svou zemi: „Schopnost, důstojnost a bezúhonnost, s nimiž tento pán plnil povinnosti několika důležitých úřadů, do kterých byl povolán hlasem této země, jsou dobře známy.“
Po dvě generace byla jeho rodina Kvakerů a jeho přání bylo být pohřben na hřbitově Stony Brook Meeting House v Princetonu.
Stockton a jeho manželka Annis byli blízkými přáteli generála George Washingtona. Po Stocktonově smrti si Annis, jedna z prvních amerických publikovaných básnířek, stále dopisovala s generálem Washingtonem. Washington a jeho manželka Martha byli častými návštěvníky Stocktonova domu.
V roce 1888 daroval stát New Jersey mramorovou sochu Stocktona muzeu National Statuary Hall Collection ve Washingtonu. Stockton je jeden z pouhých šesti signatářů, kteří byli takto poctěni.
V roce 1969 New Jersey Legislature schválila zřízení státní vysoké školy, která byla pojmenována po Stocktonovi, aby byla uctěna památka signatáře Deklarace nezávislosti za New Jersey. Dříve známý jako „Stockton State College“, „Richard Stockton State College“ a „Richard Stockton College v New Jersey“, je nyní známý jako „Stockton University“. Je po něm také pojmenována rekreační oblast na jihu New Jersey, Turnpike.